# Peter Malec
Peter Malec, slovenski gledališki režiser, * 22. november 1909, Kranj, † 21. februar 1986, Ptuj. 

## Življenje in delo
Malec je po končanem učiteljišču v Ljubljani (1931) odšel na Dunaj, kjer je do 1935 študiral na Akademiji za glasbo in gledališko umetnost. Po vrnitvi v domovino je bil od 1936 angažiran v mariborski, med vojno pa v ljubljanski Drami. Po osvoboditvi je kot režiser deloval v raznih krajih: Kranju, Sarajevu, Dubrovniku, na Ptuju, v Mariboru (1954–1959) in Banjaluki (1959–1965). Leta 1967 se je preselil na Ptuj, kjer je poklicno delal v amaterskem gledališču Svoboda.